# Clypeaster ravenelii
Clypeaster ravenelii är en sjöborreart som först beskrevs av Alexander Emanuel Agassiz 1869.  Clypeaster ravenelii ingår i släktet Clypeaster och familjen Clypeasteridae. Inga underarter finns listade i Catalogue of Life.